# Alex Turcotte
Alex Turcotte (Island Lake, Illinois, 26 de febrero de 2001) es un jugador profesional estadounidense de hockey sobre hielo que se desempeña en la posición de centro en Los Angeles Kings, equipo de la National Hockey League (NHL).

## Carrera
Fue seleccionado en la primera ronda en la NHL Entry Draft de 2019. En 2021 hizo su debut profesional con el equipo Los Angeles Kings, donde lleva jugando tres temporadas.